# Маргуцецьке сільське поселення
Маргуце́цьке сільське поселення (рос. Маргуцекское сельское поселение) — сільське поселення у складі Краснокаменського району Забайкальського краю Росії.
Адміністративний центр та єдиний населений пункт — село Маргуцек.
Селище Тарбазітуй 2004 року було приєднано до складу села Маргуцек.

## Населення
Населення сільського поселення становить 1039 осіб (2019; 1215 у 2010, 1331 у 2002).

## Склад
До складу сільського поселення входять:
| Населений пункт    | Населення, осіб (2002) | Населення, осіб (2010) |
| ------------------ | ---------------------- | ---------------------- |
| Маргуцек, селище   | 990                    | 1215                   |
| Тарбазітуй, селище | 341                    | -                      |